# Onzain
Onzain – miejscowość i dawna gmina we Francji, w Regionie Centralnym, w departamencie Loir-et-Cher. W 2013 roku populacja gminy wynosiła 3637 mieszkańców. 
W dniu 1 stycznia 2017 roku z połączenia dwóch ówczesnych gmin – Onzain oraz Veuves – utworzono nową gminę Veuzain-sur-Loire. Siedzibą gminy została miejscowość Onzain. 